# Семипольский сельский округ
Семипольский сельский округ (каз. Семиполка ауылдық округі) — административная единица в составе района Шал акына Северо-Казахстанской области Казахстана. Административный центр — село Семиполка.
Население — 1769 человек (2009, 2551 в 1999, 4009 в 1989).
Динамика численности
| Численность населения | Численность населения | Численность населения |
| 1989                  | 1999                  | 2009                  |
| --------------------- | --------------------- | --------------------- |
| 4009                  | ↘2551                 | ↘1769                 |

## История
Семипольский сельский совет образован 7 октября 1924 года. 12 января 1994 года постановлением главы Северо-Казахстанской областной администрации образован Семипольский сельский округ.
В 2013 году в состав сельского округа вошла часть территории ликвидированного Ступинского сельского округа (село Ступинка).

## Состав
В состав округа входят такие населенные пункты:
| Населенный пункт | Население, человек (1989) | Население, человек (1999) | Население, человек (2009) |
| ---------------- | ------------------------- | ------------------------- | ------------------------- |
| Балуан, село     | 678                       | 562                       | 295                       |
| Астаган, село    | 534                       | 335                       | 200                       |
| Семиполка, село  | 1936                      | 1308                      | 928                       |
| Ступинка, село   | 861                       | 574                       | 346                       |